# Roztoka (województwo pomorskie)
Roztoka (dawniej Dypendal, kaszb. Dépendôl, niem. Tiefenthal) – wieś kaszubska w Polsce położona w województwie pomorskim, w powiecie gdańskim, w gminie Przywidz. Wieś jest częścią składową sołectwa Nowa Wieś Przywidzka. Obecna urzędowa nazwa miejscowości to nazwa sztuczna utworzona przez Komisję Nazw Miejscowości i Obiektów Fizjograficznych.
W latach 1975–1998 miejscowość administracyjnie należała do województwa gdańskiego. Przed 1918 r. wieś była częścią powiatu kartuskiego.
Dawniej wieś występowała pod nazwami Depenthal oraz Dypendal. W miejscowości zachowane pozostałości cmentarza ewangelickiego.
Inne miejscowości o nazwie Roztoka: Roztoka, Roztoki, Rostock